# Júnia Calvina
Júnia Calvina (en llatí: Junia Calvina Milonia Caecena Alba Terentia) va ser una dama romana que va viure al segle i. Era filla d'Api Juni Silà i d'Emília Lèpida.
Calvina pertanyia a dues gens patrícies, la gens Emília i la gens Júnia. Era també descendent per línia materna de l'emperador August i, per tant, també tenia relació de sang amb la gens Júlia, la família aristocràtica del dictador Juli Cèsar. Tàcit diu de Calvina que era "festivissima puella" (noia molt alegre), i també "decora et procax" (bella i procaç). L'emperador Vespasià, segons Suetoni, deia que l'any 79 encara vivia. Sèneca la descriu com "la més celebrada de totes les dones (a qui tothom anomena Venus)".
Es va casar l'any 46 o 47 amb Luci Vitel·li el Jove, un germà del futur emperador Vitel·li. Es van divorciar l'any 49 després de les falses acusacions d'incest amb el seu germà menor, Luci Juni Silà, que es va veure obligat a suïcidar-se poc després. El mateix any, Calvina va ser desterrada d'Itàlia per l'emperador Claudi, encara que l'acusació va ser desestimada. Una dècada més tard Neró la va fer tornar. Després del suïcidi de Neró l'any 68, la dinastia Júlio-Clàudia es va desplomar i va donar pas a la guerra civil romana coneguda com l'Any dels quatre emperadors. Calvina va ser una de les poques persones d'aquesta família que van sobreviure a la caiguda de la primera dinastia imperial de Roma. Una germana seva, Triària, es va casar també amb Luci Vitel·li el Jove, després que Júlia se'n divorciés.